# Lusk, Wyoming
Lusk är en stad (town) i Wyoming i USA, och huvudort i Niobrara County. Staden hade 1 567 invånare vid 2010 års folkräkning, vilket är huvuddelen av befolkningen i det mycket glesbefolkade countyt; Lusk är huvudort i det minst befolkade countyt i Wyoming, som i sin tur är den minst befolkade delstaten.

## Geografi
Staden ligger i Niobrara County i östra Wyoming, omkring 30 km från delstatsgränsen mot Nebraska. Staden omsluts av naturreservatet Black Hills National Forest.

## Historia
Under mitten av 1870-talet kom de första nybyggarna till regionen i samband med guldruschen i Black Hills. Genom området passerade diligensrutten mellan Cheyenne och Deadwood.
Platsen har sitt namn efter ranchägaren och järnvägsentreprenören Frank S. Lusk (1857-1930), som startade en boskapsfarm i området, då en del av Wyomingterritoriet, i början av 1880-talet. Lusk bidrog även till att etablera det lokala postkontoret, som döptes efter hans ranch, och järnvägen Wyoming Central Railway genom Wyoming, och i samband med att järnvägen drogs genom staden grundades en stad vid stationen. Längre västerut grundades även städerna Douglas och Casper vid järnvägen på liknande sätt.
I början av 1900-talet blev silverbrytning den dominerande industrin i området, vilket ledde till ett ekonomiskt uppsving för staden. Denna period varade fram till 1950-talet, varefter boskapsnäringen åter tog över efter att gruvbrytningen avstannat.

## Kultur och sevärdheter

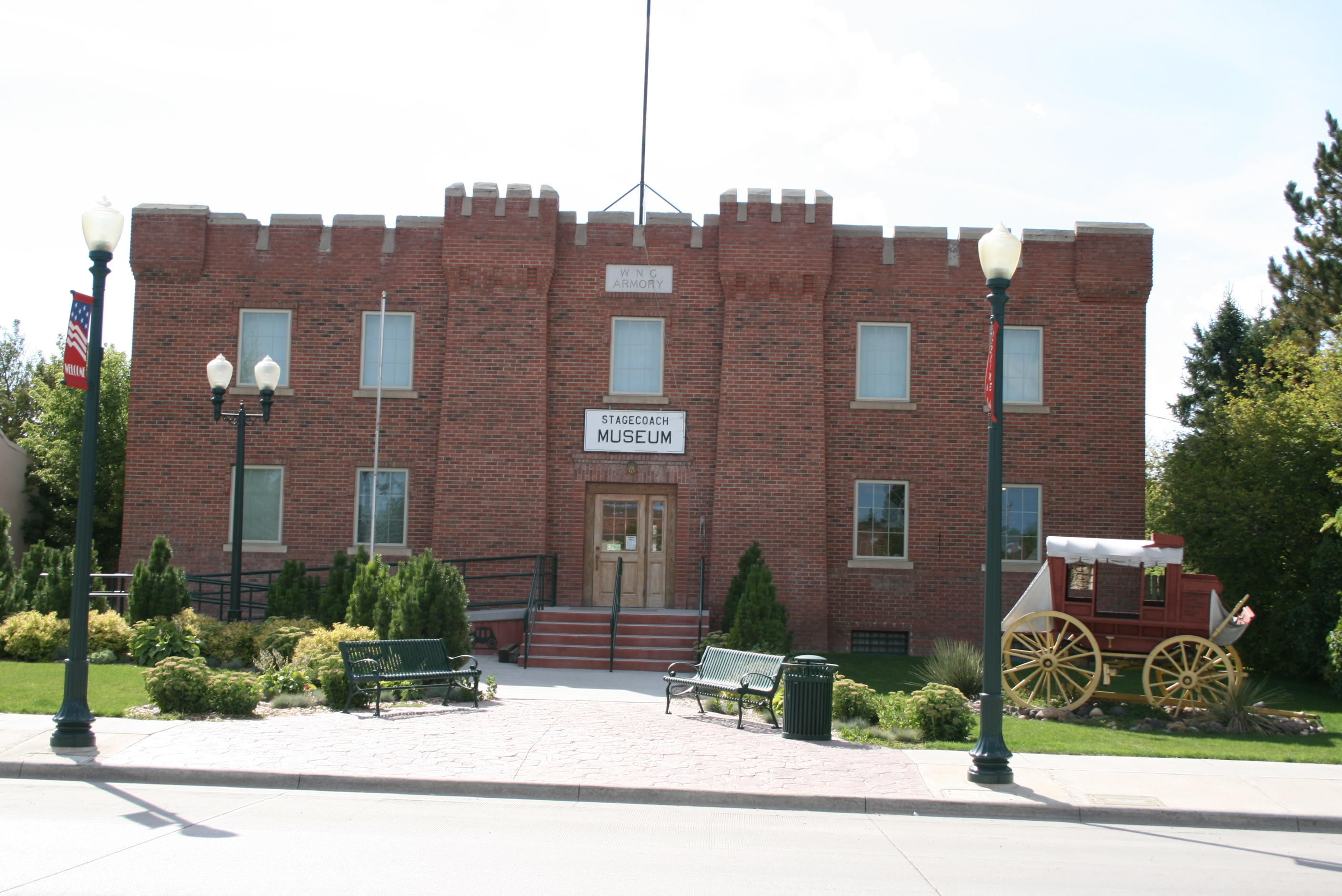
Diligensmuseet

Staden har ett museum om den historiska diligenstrafiken, Stagecoach Museum. Andra sevärdheter är Silver Sage Bison Ranch och Paleo Dinosaur Park.

## Näringsliv
Boskapsuppfödning är traditionellt en viktig näring i den glesbefolkade regionen.

## Politik och administration
Stadens kommunstyrelse består av en borgmästare och fyra styrelseledamöter. Val till offentliga ämbeten hålls vart fjärde år. 
Delstaten Wyomings kvinnofängelse, Women's Center, ligger i Lusk, med plats för upp till 261 intagna.

## Utbildning
Lusk tillhör Niobrara Countys första skoldistrikt, och har en skola för årskurs F-8 (Lusk Elementary/Middle School) samt Niobrara County High School (årskurserna 9–12). Skolan Wyoming Virtual Academy erbjuder distansundervisning motsvarande årskurserna F-12 och har sitt huvudkontor i Lusk.

## Media
Stadens dagstidning, Lusk Herald, ägs av News Media Corporation och utkommer i både tryckt och onlineupplaga.

## Kommunikationer
U.S. Route 18, Route 20 och Route 85 passerar genom staden. Utanför staden ligger stadens flygplats, Lusk Municipal Airport (IATA: LSK).

## Kända personer
- Thomas Wilson Brown, skådespelare.
- James G. Watt (född 1938), USA:s inrikesminister 1981-1983.